# Eggleton (Herefordshire)
Pour les articles homonymes, voir Eggleton.
Eggleton est une paroisse civile du Herefordshire, en Angleterre.